# Birrong, New South Wales
Birrong este o suburbie în Sydney, Australia.